# Combat (resistencia)

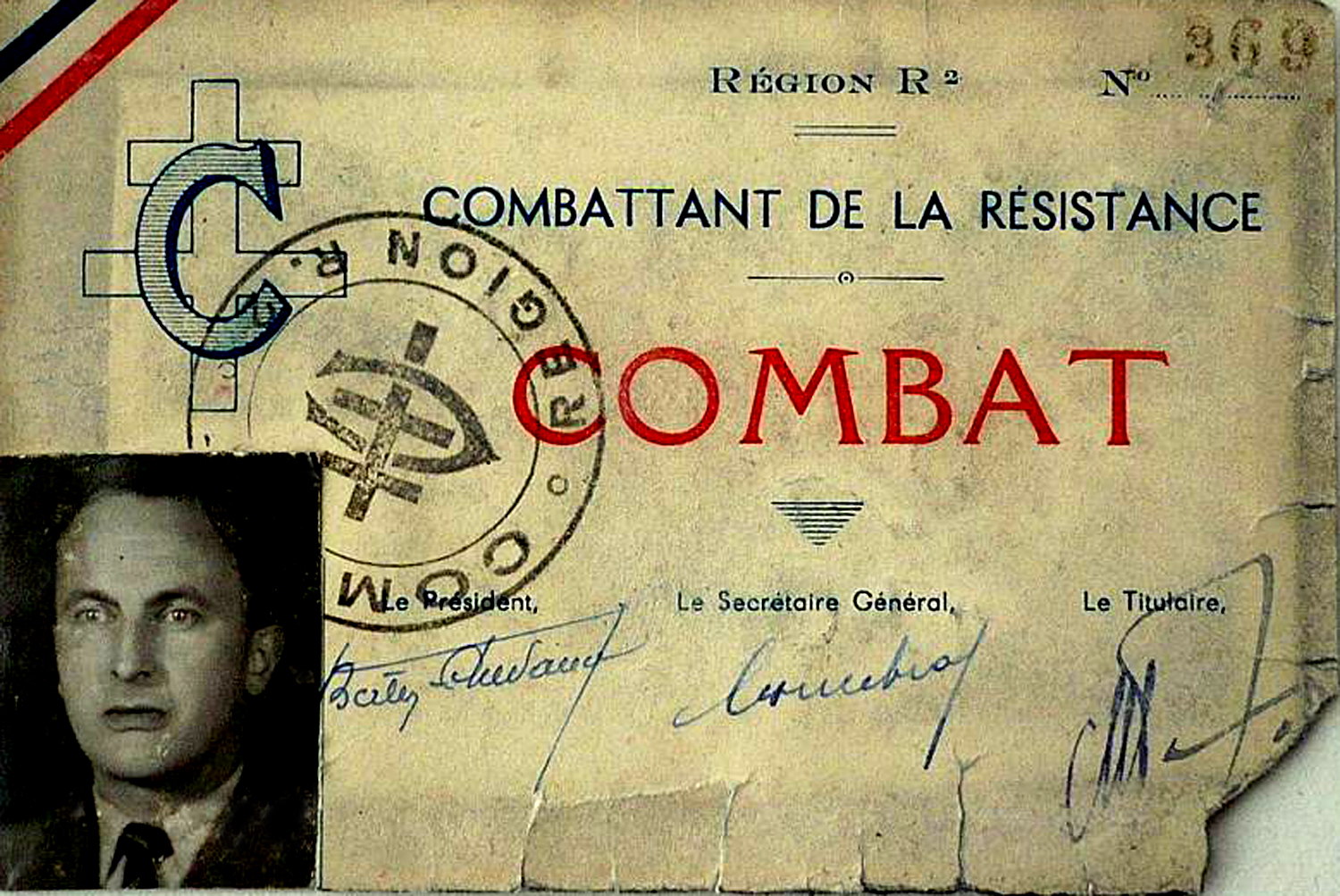
Identificación de un miembro de Combat activo en Marsella (Región R2)

Combat fue una gran red de resistencia francesa creada en la zona libre o zona sur durante la Segunda Guerra Mundial (1939-1945). Fue la más importante de las ocho grandes redes que formaban parte del Consejo Nacional de la Resistencia (CNR).

## Desarrollo de Combat

### Nacimiento y extensión
Combat, que antes se había llamado Movimiento de Liberación Nacional, fue un movimiento de Resistencia que actuó en la zona sur libre y en la zona norte ocupada durante la Segunda Guerra Mundial. Fue creada en agosto de 1940 en Lyon por Henri Frenay y Berty Albrecht. Mediante jefes regionales, implantó el movimiento en seis "regiones" de la zona libre.
Poco a poco, el MLN que pronto se convirtió en Movimiento de Liberación Francesa (MLF), se fusionó con otras redes menores en las regiones en las que se implantó. Tras la fusión con Liberté a finales de 1941 el movimiento pasó a llamarse Combat. Sin embargo, cuando a finales de 1941, Combat se decanta por De Gaulle se produce la ruptura con los seguidores de Pétain, por lo que las fuentes de información se reducen. 
En la zona ocupada, especialmente en París se crea Combat-zone nord gracias a Robert Guédon, quien muy activo amplía esta red a varias regiones de la zona ocupada como el Nord-Pas-de-Calais.

### Primeros obstáculos
Entre los primeros integrantes del movimiento que se había implantado en la zona norte, hay un agente de la Abwehr, Jacques Devillers, que ejerce de enlace y correo entre el movimiento de la zona libre y el de la zona ocupada. Un miembro de Combat, Jean-Paul Lien descubre por casualidad esa traición de boca de dos agentes alemanes y avisa a Henri Frenay que no puede hacer nada para detenerlo. Caen 47 miembros de la red, de los que 31 son detenidos por la Gestapo y 16 (de los que sólo dos serán liberados) por la policía francesa. Serán juzgados por el tribunal popular, el Volkgerichthof y 23 de ellos condenados a muerte (caso "Continent"). El movimiento queda completamente descabezado en la zona norte entre el final de 1941 y el principio de 1942. Henri Frenay decide no reconstruirlo y concentrar todas sus fuerzas en la zona libre. De los restos de Combat-zone nord nace una nueva red, fundada por Jacques Lecompte-Boinet: Ceux de la Résistance.
Henri Frenay rechazó todas las ofertas que recibió pata unirse a los servicios de inteligencia del Régimen de Vichy o a al Intelligence Service de Londres, ya que prefería mantenerse independiente. A principios del verano de 1942, otra red llamada Carte, estrechamente relacionada con los servicios secretos británicos y por eso mejor dotado por aquella época que las demás redes francesas de zona libre consigue que se le unan dos grupos de Combat implantados en la Costa Azul. Henri Frenay envió un mensaje a los británicos en el que solicitaba que se dejara de desmantelar sus redes, lo que sucedió tras la invasión de la zona libre algunos meses más tarde.

### El año 1943
La invasión de la zona libre en noviembre de 1942 por los Alemanes tras el desembarco aliado en el Norte de África obliga a Combat a sumergirse aún más en la clandestinidad para poder enfrentarse a una Gestapo muy bien organizada. Todas las medidas de seguridad se refuerzan y Lyon se convierte en "capital de la Resistencia francesa". A partir de febrero se producen detenciones y fugas. Agentes de la Gestapo y del Abwehr se infiltran en Combat. 
En enero, va surgiendo la idea de fusionar los tres grandes movimientos de la zona sur (Combat, Libération y Franc-Tireur), lo que se producirá entre febrero y marzo con la creación de los Movimientos Unidos de la Resistencia (MUR). El representante de Combat en el aparato dirigente de los MUR es Henri Frenay, quien también es el "Comisario Militar" de las tres redes. El aparato de propaganda de cada red sigue siendo independiente.

## Organización interna
Combat está dirigido por un Comité director presidido por Henri Frenay y cuyos cinco miembros en marzo de 1943 eran: Georges Bidault, Claude Bourdet, Maurice Chevance, Alfred Coste-Floret, François de Menthon, antiguo dirigente del movimiento Liberté, y Pierre-Henri Teitgen. En enero de 1943, Combat reúne en total 14 servicios especializados y más de 100 permanentes clandestinos, pagados por la red.
Se divide en cuatro secciones:
- Las relaciones exteriores (Delegación en Suiza, relaciones con los Estados Unidos o con los Servicios británicos, entre otros) las dirige Pierre Bénouville: en enero de 1943 se convierten en indispensables, ya que Combat necesitan dinero y armas, y los ingleses no son rápidos en proveerlos. Uno de sus miembros, Philippe Monod, contacta con los servicios secretos estadounidenses (Office of Strategic Services) en Suiza para conseguirlo. El servicio Externo se estructura y amplía. Los estadounidenses prometen ayudar a la resistencia. Pero la Embajada Inglesa se opone y el General De Gaulle prohíbe que esas gestiones prosigan.
- El aparato militar, dirigido por Maurice Chevance: incluye los Grupos no fichados de Jacques Renouvin, el Ejército Secreto, el Maquis, el Sabotaje-Hierro, llevado por René Hardy...
- El aparato político (propaganda, el servicio de Información de Jean Gemahling,...) dirigido por Claude Bourdet,
- La Secretaría General (Servicios generales: alojamientos, papeles falsos, finanzas, servicio social...) dirigida por Berty Albrecht.

El servicio social se pone en marcha en 1941: apoya a las familias de los resistentes de la red detenidos por medio de dinero, medios o alimentos. 
Los recursos financieros de la red provienen al principio de donativos originarios de toda Francia hechos por personas en general bien situadas (jueces, generales...) a petición de Henri Frenay. Pero pronto el grueso de los recursos llegará de Londres, por mediación de Jean Moulin. A principios de 1943, Combat recibe de Londres cinco millones de Francos (Libération recibe 1.500.000 y Franc-Tireur, poco menos de un millón)
Jean Moulin trata de separar las distintas actividades de la red, especialmente la información y los grupos de choque, siguiendo las consignas recibidas en Londres. Consigue ser escuchado con la creación de los Movimientos Unidos de la Resistencia (MUR).

## Actividades de la red

### Prensa clandestina
Las actividades de la red están orientadas en principio hacia la información y hacia su difusión mediante periódicos clandestinos. Henri Frenay consigue estas informaciones en primer lugar de las oficinas del Ejército y luego, tras su dimisión, de oficiales confidentes del Régimen de Vichy. Sin embargo, una vez se distancie del gobierno de Pétain las informaciones serán recogidas por diversos movimientos de resistencia con los que tiene relaciones Combat. Esta información nutre los periódicos que publican con regularidad. Al principio, Frenay distribuye la mayor parte de esos boletines en los cuarteles; estos boletines desaparecerán tras su dimisión.
En la zona norte ocupada se publica Las Alitas del Nord y del Pas-de-Calais que tras la difusión del movimiento se convertirán en Las Alitas de Francia y por último en Resistencia.
En la zona libre también aparecerá un periódico clandestino siguiendo ese modelo: Verdades. Tras la fusión de la red con Liberté, el periódico pasará a llamarse como la red: Combat.
También nacen otros pequeños diarios, que se van separando progresivamente de Combat como Veritas y Cahiers du Témoignage Chrétien, de orientación católica.
Estos periódicos, sobre todo los más importantes, contienen artículos de propaganda contra el Régimen de Vichy, que revelan y critican las acciones del gobierno y del aparato del Estado y artículos de fondo en los que se habla del nazismo o del colaboracionismo. Henri Frenay redacta personalmente el editorial de Combat (hasta el momento en el que se une al General de Gaulle en Argelia). La subcabecera de Combat es "Órgano del Movimiento de la Liberación Francesa", junto a una cita de Georges Clemenceau: "En la guerra como en la paz, la última palabra es de los que nunca se rinden." En 1943, se añade al periódico la sección Atentados en la que se da cuenta de las acciones paramilitares de Combat.
El primer número de Combat aparece a finales de 1941, en Lyon, con 10 000 ejemplares. André Bollier toma el relevo de Martinet, primer editor del movimiento y se hace cargo de la aparición de Combat. Lo reparte en 14 imprentas en zona libre, lo que le permite reducir el transporte de periódicos desde Lyon hasta las diferentes regiones y aumentar la tirada. En mayo de 1944, Combat lanza 250 000 ejemplares. André Bollier, además de Combat, imprime también Défense de la France (futuro France-Soir), Action (un diario de tendencia comunista), los primeros números de Témoignage chrétien, y algunos de Franc-Tireur y de La Voix du Nord.

### La información
Paralelamente a la actividad de prensa clandestina, se envían informes a Londres por distintos medios. Este servicio está dirigido por un alsaciano, Jean Gemahling. También se crea el NAP (Noyautage des Administrations Publiques) para reclutar dentro del cuerpo de funcionarios del estado personal para asegurar el relevo y la puesta en marcha de nuevo del gobierno republicano a la caída del Régimen de Vichy. Sin embargo, poco a poco, la función del NAP cambia de orientación y sirve para crear los contactos necesarios dentro de los servicios públicos para obtener informaciones primordiales acerca de los movimientos y proyectos de las fuerzas alemanas. Pronto se crean la NAP-Policía, cuyos miembros avisan de las detenciones previstas; el NAP-Aduanas y el NAP-Ferrocarril (dirigido por René Hardy) que, a partir de 1943, proporciona a los Grupes Francos (GF) los horarios de los convoyes alemanes.

### Los grupos de Choque
Se ponen en marcha grupos de choque. En general se especializan en atentados contra los colaboracionistas y destrucción por medio de explosivos de los kioscos de prensa que venden prensa nazi como la revista gráfica Signal.
Estos Grupos de Choque van fusionándose a partir de 1942 en el Ejército Secreto que poco a poco reúne a los grupos paramilitares de las redes Combat, Libération y Franc-Tireur. Esta fusión se lleva a cabo a instancias de Henri Frenay y de Jean Moulin, que quieren que las acciones de Choque se separen de las actividades de Información y Propaganda. Por esa última razón no se confía la dirección del Ejército Secreto a Henri Frenay como este quería debido a que su movimiento era el más importante de los tres reunidos, sino al General de División, Charles Delestraint, que había sido reclutado por Frenay. En 1943 se unen a la red una sección de Sabotaje y una sección Maquis.

### Los Grupos Francos
Henri Frenay encarga a Jacques Renouvin que monte en cada una de las 6 regiones cubiertas por la red de los Grupos Francos, equipos armados móviles. Están reunidos en la parte de choque de la red. Independientes del Ejército Secreto, contactan con éste para organizar sus operaciones puesto que le proporcionan la información.
Los Grupos Francos organizan sus operaciones siguiendo su propia iniciativa, siguiendo el marco general que tienen. Transmiten el resultado de sus acciones al Comité director. Antes de noviembre de 1942, la acción de los Grupos Francos es similar a la de los grupos de choque. Les Grupos Francos tienen que conseguir por sí mismos las armas asaltando arsenales o armerías de la policía, y fabricar artesanalmente sus explosivos o robarlos en minas.
Tras la invasión de la zona libre por los Alemanes en noviembre de 1942, la acción de los Grupos Francos cambia. Se encargan de atacar los trenes de soldados alemanes o destinados a Alemania, de sabotear las vías férreas, de destruir las fábricas de armas y los depósitos, de asesinar a los agentes de la Gestapo. Los Grupos Francos están aprovisionados por los ingleses gracias a los lanzamientos en paracaídas que les proporcionan ametralladoras Sten, pistolas, municiones, explosivos, granadas,...
También se encargan de las evasiones de los resistentes detenidos como la de Paul Reynaud que no puede llevarse a cabo, pero que es contemplada y preparada, y la de Berty Albrecht (con éxito), que estaba internada en la clínica psiquiátrica de Lyon-Bron.
En enero de 1943, Jacques Renouvin, jefe de los grupos Francos, fue detenido por la Gestapo al bajar de un tren. Es encarcelado en la prisión de Fresnes. Se pone en marcha un comando para liberarlo pero todos sus miembros son detenidos. Jacques Renouvin es deportado al campo de concentración de Mauthausen, en donde murió.
Fue sustituido a la cabeza de los Grupos Francos por un miembro de Libération.

### El departamento Maquis
Cuando en 1943 el Comité Director de Combat conocen que los que pretenden escapar del Servicio de Trabajo Obligatorio (STO) se han refugiado en Haute-Savoie y en determinados macizos montañosos, se crea el departamento Maquis dependiendo de Asuntos Militares para ayudar a todos los maquis para que sobrevivan y para luchar, proporcionándoles víveres y armas e integrándolos en la red. El objectivo para Combat es desarrollar, supervisar y organizar esos grupos armados. Las visiones a ese respecto difieren dentro de los Movimientos Unidos de la Resistencia: algunos, como Charles Delestraint, los ven como verdaderas bolsas de resistencia dentro del territorio francés, otros como Henri Frenay los consideran bandas armadas que actúan por golpes de mano y emboscadas y desaparecen en cuanto han cumplido su misión.

## Algunos miembros de la red
- Henri Frenay, fundador de la red.
- Georges Bidault, miembro del Comité director de Combat.
- Jean-Guy Bernard, "secretario general" del movimiento.
- René Hardy
- Albert Camus
- Pierre Bénouville, Lahire, encargado de relaciones exteriores.
- Berty Albrecht, encargada del Secretariado General y amiga de Henri Frenay.
- Jean Gemahling
- Jacques Renouvin, organizador de los Grupos Francos.
- Jeanne Sivadon (Jeannette), miembro de Combat-zona norte.
- Maurice Chevance (Barrioz-Bertin), adjunto militar.
- Lieutenant Pierre de Froment (Deblé), miembro de Combat-zona norte.
- Robert Guédon (Robert), dirigente de Combat-zona norte.
- Claude Bourdet, adjunto político.
- Alfred Coste-Floret, miembro del Comité director de Combat.
- François de Menthon, jefe de la red Liberté que se fusiona con Combat en 1941.
- Pierre-Henri Teitgen, miembro del Comité director de Combat.
- Jacques Dhont
- Jacques Devillers, miembro de Combat-zona norte, agente doble de la Abwehr.
- Philippe Monod, miembro de la delegación de Combat en Suiza.
- Jean-Paul Lien
- Marcel Peck, jefe regional R1.
- Marcel Degliame
- André Plaisantin, jefe regional R1.
- Joseph-Paul Rambaud, antiguo senador de Ariège.